# Pyrausta dissimulans
Pyrausta dissimulans là một loài bướm đêm trong họ Crambidae.